# BABEL (Soul Secret)
BABEL è il quarto album in studio dei Soul Secret, loro secondo concept album pubblicato nel 2017.

## Tracce
1. Prologue (strum.) - 1:08 - (musica dei Soul Secret)
2. What We're All About - 5:55 - (Soul Secret - testo di Luca Di Gennaro)
3. A Shadow On The Surface - 4:37 - (Soul Secret - Di Gennaro)
4. Will They? - 5:57 - (Soul Secret - Di Gennaro)
5. logOS - 2:21 - (Di Gennaro - Di Gennaro)
6. Awakened By The Light - 7:39 - (Soul Secret - Di Gennaro)
7. Entering The City Of Gods - 10:59 - (Soul Secret - Di Gennaro)
8. The Cuckoo's Nest - 6:59 - (Soul Secret - Di Gennaro)
9. Newton's Law - 7:49 - (Soul Secret - Di Gennaro)
10. In The Hardest Of Times - 14:09 - (Soul Secret - Di Gennaro)

## Formazione
Gruppo
- Claudio Casaburi - basso
- Luca Di Gennaro - tastiera, programmazione
- Lino Di Pietrantonio - voce
- Antonio Mocerino - batteria
- Antonio Vittozzi - chitarra

Ospiti
- Mark Manning - Narrator
- Andy Kowowski - Sam
- Niabi Manning - Adriel
- Dorsey Jackson - logOS

Produzione
- Alex Argento - missaggio, mastering
- Thomas Ewerhard - artwork